# Navigamus
Navigamus je celostátní setkání českých vodních skautů, které se koná každé tři roky už od roku 1994. Název pochází z latinského „my plujeme“. Hlavním posláním akce je setkávání, navazování nových přátelství a sdílení skautských hodnot s ostatními skauty z Česka i zahraničí. Každý ročník Navigamu je inspirován významnou historickou námořní událostí, kterou účastníci mohou prožít prostřednictvím týmových her, outdoorových aktivit a závodů. Navigamus zároveň veřejnosti přibližuje vodní skauting jako mezinárodní hnutí s výchovným posláním a nabízí dětem a mládeži možnost aktivně se zapojit do skautských volnočasových aktivit.

## Historie Navigamu
První setkání vodních skautů s mezinárodní účastí v dějinách českých vodních skautů proběhlo na Orlické přehradě v roce 1994. Libreto bylo věnováno 50. výročí invaze Spojeneckých vojsk v Normandii. Zde se také jela první regata oplachtěných pramic s originální takeláží „Scout“. Od té doby se vodní skauti potkávají každé tři roky.
Navigamus 2009 na Rozkoši byl inspirován cestami Sindibáda, zatímco v roce 2012 v Plzni si skauti připomněli sté výročí potopení Titaniku. V roce 2015 se Navigamus uskutečnil na přehradě Seč a jeho tématem byla Bitva u Trafalgaru a taktika Horatia Nelsona. V roce 2025 byl program věnován námořním plavbám Jamese Cooka.
| Ročník | Název akce     | Kraj                 | Místo                          | Datum            | Téma                                                                 |
| ------ | -------------- | -------------------- | ------------------------------ | ---------------- | -------------------------------------------------------------------- |
| 1.     | Navigamus 1994 | Středočeský kraj     | Orlická přehrada               | 2. – 5. 6. 1994  | 50. výročí vylodění v Normandii                                      |
| 2.     | Navigamus 1997 | Středočeský kraj     | Orlická přehrada               | 5. – 8. 6. 1997  | 500. výročí obeplutí Afriky portugalským mořeplavcem Vasco da Gamou  |
| 3.     | Navigamus 2000 | Pardubický kraj      | Seč                            | 1. – 4. 6. 2000  | 300. výročí pirátské republiky Tortuga                               |
| 4.     | Navigamus 2003 | Pardubický kraj      | Břehy                          | 5. – 8. 6. 2003  | 60. výročí bitvy o Guadalcanal                                       |
| 5.     | Navigamus 2006 | Moravskoslezský kraj | Hlučín – Hlučínská štěrkovna   | 7. – 11. 6. 2006 | 650. výročí založení Velké Hanzy, kupeckého spolku středověkých měst |
| 6.     | Navigamus 2009 | Královéhradecký kraj | Česká Skalice – Rozkoš         | 4. – 7. 6. 2009  | Plavby námořníka Sindibáda                                           |
| 7.     | Navigamus 2012 | Plzeňský kraj        | Plzeň – Velký Bolevecký rybník | 7. – 9. 6. 2012  | 100. výročí Titaniku                                                 |
| 8.     | Navigamus 2015 | Pardubický kraj      | Seč                            | 4. – 7. 6. 2015  | 210. výročí bitvy u Trafalgaru                                       |
| 9.     | Navigamus 2018 | Jihočeský kraj       | Lipno nad Vltavou              | 7. – 10. 6. 2018 | Cesty admirála Čeng Che                                              |
| 10.    | Navigamus 2022 | Ústecký kraj         | Most, Jezero Matylda           | 2. – 5. 6. 2022  | Životní příběh mořeplavce Augustina Heřmana                          |
| 10.    | Navigamus 2025 | Středočeský kraj     | Nová Živohošť, Slapy           | 5. – 8. 6. 2025  | Životní příběh mořeplavce Jamese Cooka                               |